# Миролюбівка (Тернопільський район)
Миролю́бівка — село в Україні, у Великоберезовицькій селищній громаді Тернопільського району Тернопільської області. Розташоване на річках Серет і Гнида, в центрі району. До 2020 року - адміністративний центр Миролюбівської сільради, якій було підпорядковане село Лучка. До 1964  називалося Чортория.
Населення — 533 особи (2001 р.).

## Історія
Поблизу села виявлено археологічні пам'ятки доби мезоліту.
Перша писемна згадка — 1566 р.
За часів Австро-Угорщини:
- в селі добували камінь для мурування печей, який був відомий в Галичині, на Поділлі.
- основним власником «ґрунтів» (т. зв. «велика земельна власність») села було проборство РКЦ Микулинців.

Діяли «Просвіта», «Каменярі» та інші товариства.
1 серпня 1934 року в рамках реформи на підставі нового закону про самоуправління (23 березня 1933 року) увійшло до нової сільської гміни Микулинці (Тернопільський повіт Тернопільського воєводства).
12 червня 2020 року, відповідно до розпорядження Кабінету Міністрів України № 724-р «Про визначення адміністративних центрів та затвердження територій територіальних громад Тернопільської області» увійшло до складу Великоберезовицької селищної громади.
19 липня 2020 року, в результаті адміністративно-територіальної реформи та ліквідації Тернопільського району, село увійшло до складу новоутвореного Тернопільського району.

## Населення
Згідно з переписом УРСР 1989 року чисельність наявного населення села становила 560 осіб, з яких 254 чоловіки та 306 жінок.
За переписом населення України 2001 року в селі мешкало 530 осіб. 100 % населення вказало своєю рідною мовою українську мову.

## Пам'ятки
Є церква Святого Димитрія Солунського (1912 р., мурована).
Споруджено пам'ятники воїнам-односельцям, полеглим у німецько-радянській війні, Лесі Українці (на подвір'ї школи, 1994 р.), насипна символічна могила Борцям за волю України 1994 р.).
У селі є гідрологічні пам'ятки природи місцевого значення — Миролюбівське джерело та озеро Безодня.
Пам'ятний знак на честь святого Димитрія
Пам'ятка історії місцевого значення. Розташована на подвір'ї церкви.
Робота самодіяльних майстрів, виготовлена із каменю (встановлена 1905 р.).
Хрест — 1,3 м, постамент — 2,1х0,7х0,7 м, площа — 0,0007 га.

## Соціальна сфера
Працюють загальноосвітня школа 1 ступеня, клуб, бібліотека, ФАП, ТОВ «Віконт».

## Культура
Діти з села беруть участь у ансамблі «Диво-струни».

## Відомі люди
У селі народилися:
- співак (баритон) Богдан Криворучко
- астролог і педагог Іван Круп'як
- господарниця, громадська діячка Стефанія Тисліцька
- педагог, громадсько-політичний діяч Дмитро Федик

працювали:
- культосвітній діяч, диригент, самодіяльний композитор Мирослав Ляхович

## Галерея

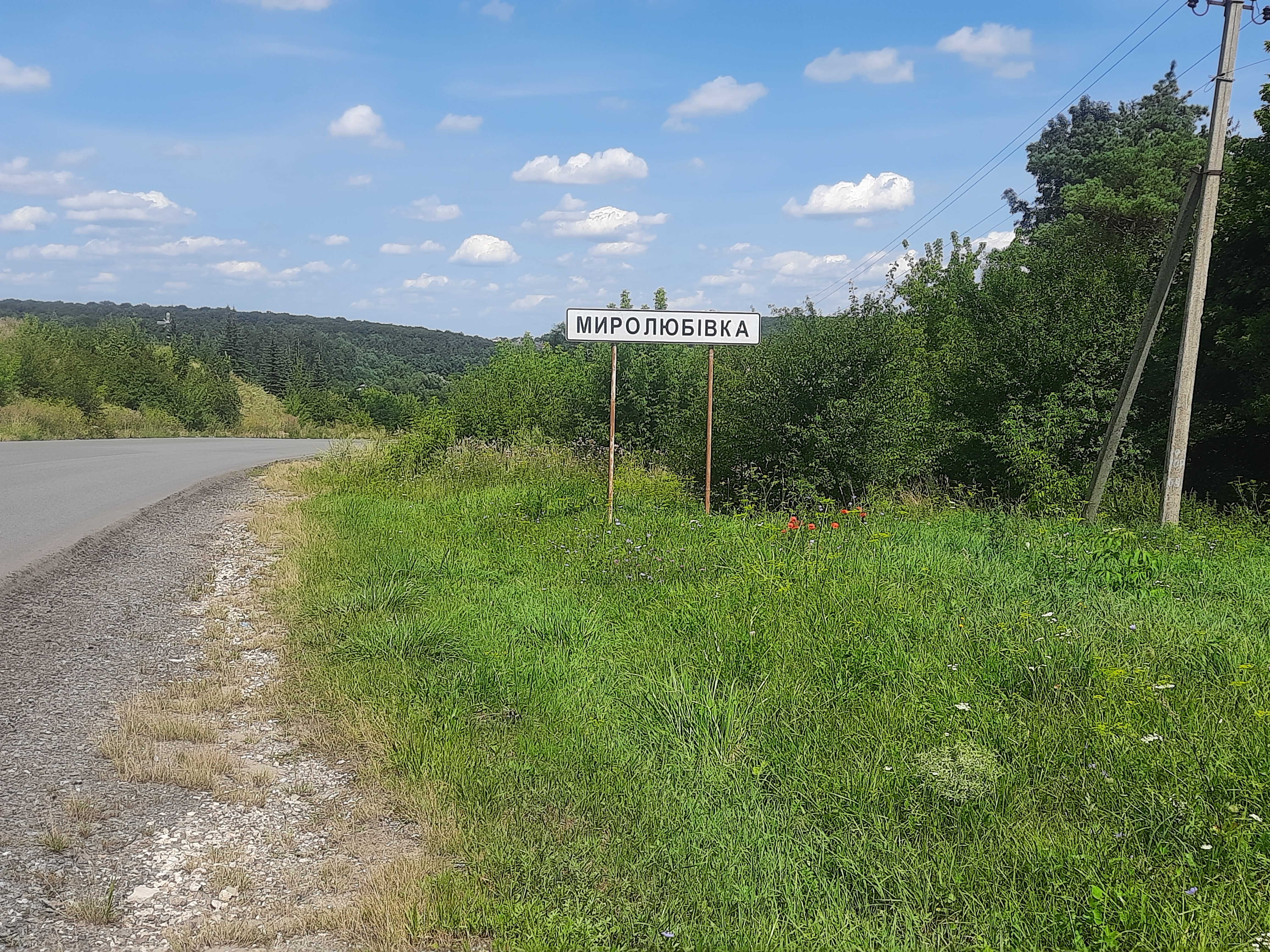
Дорожній знак при в'їзді в село
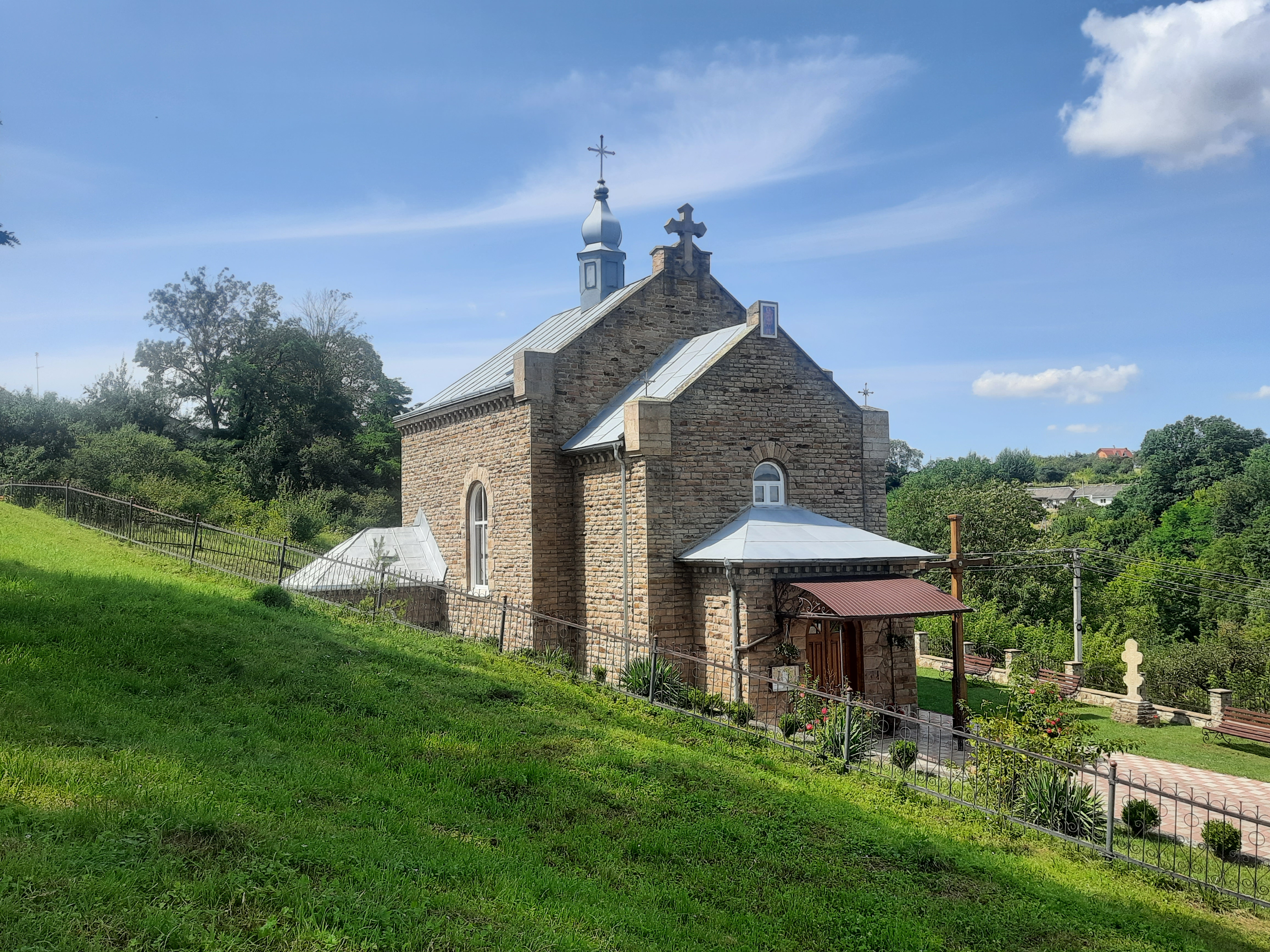
Церква Святого Димитрія Солунського
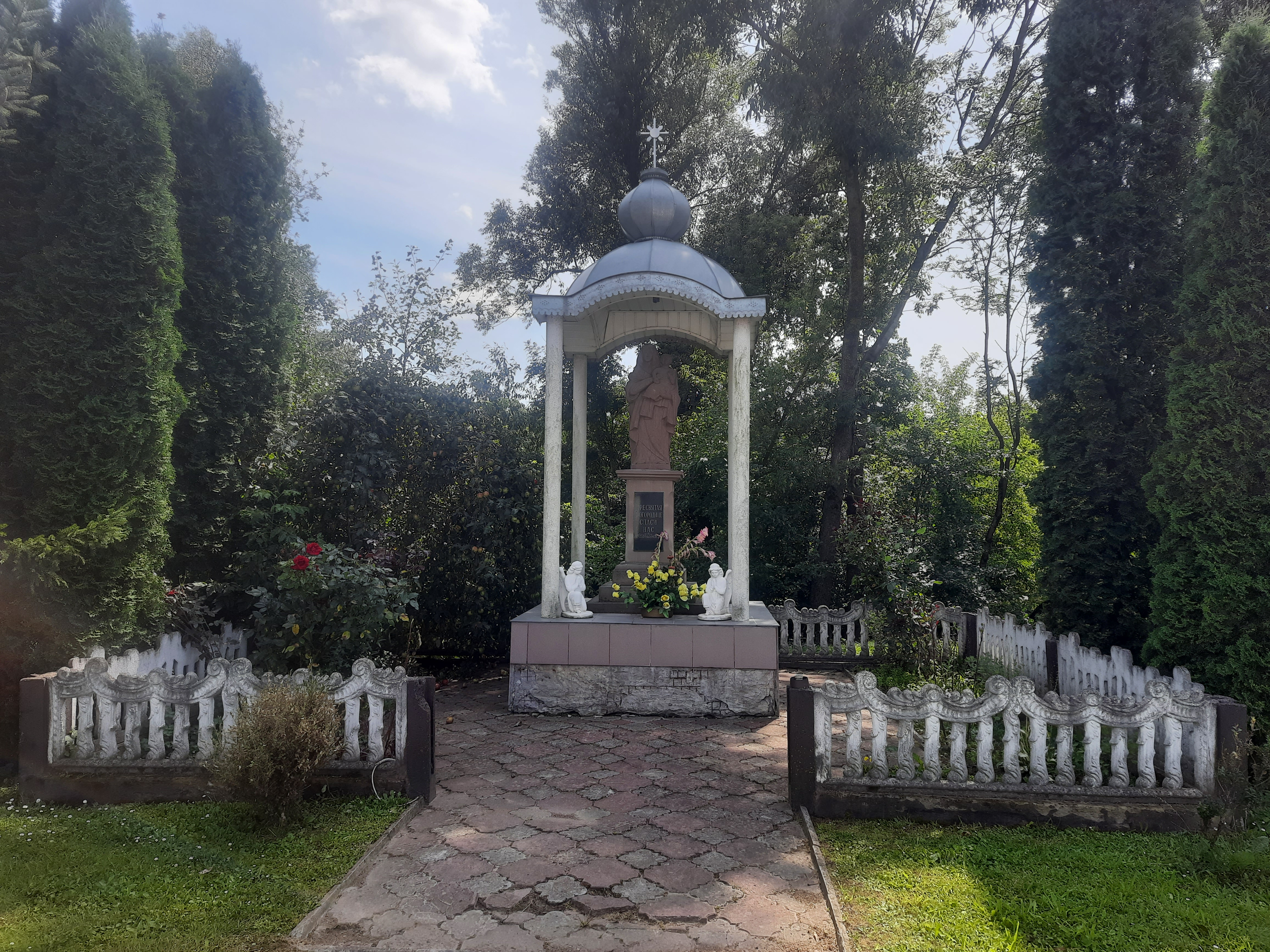
Статуя Божої Матері
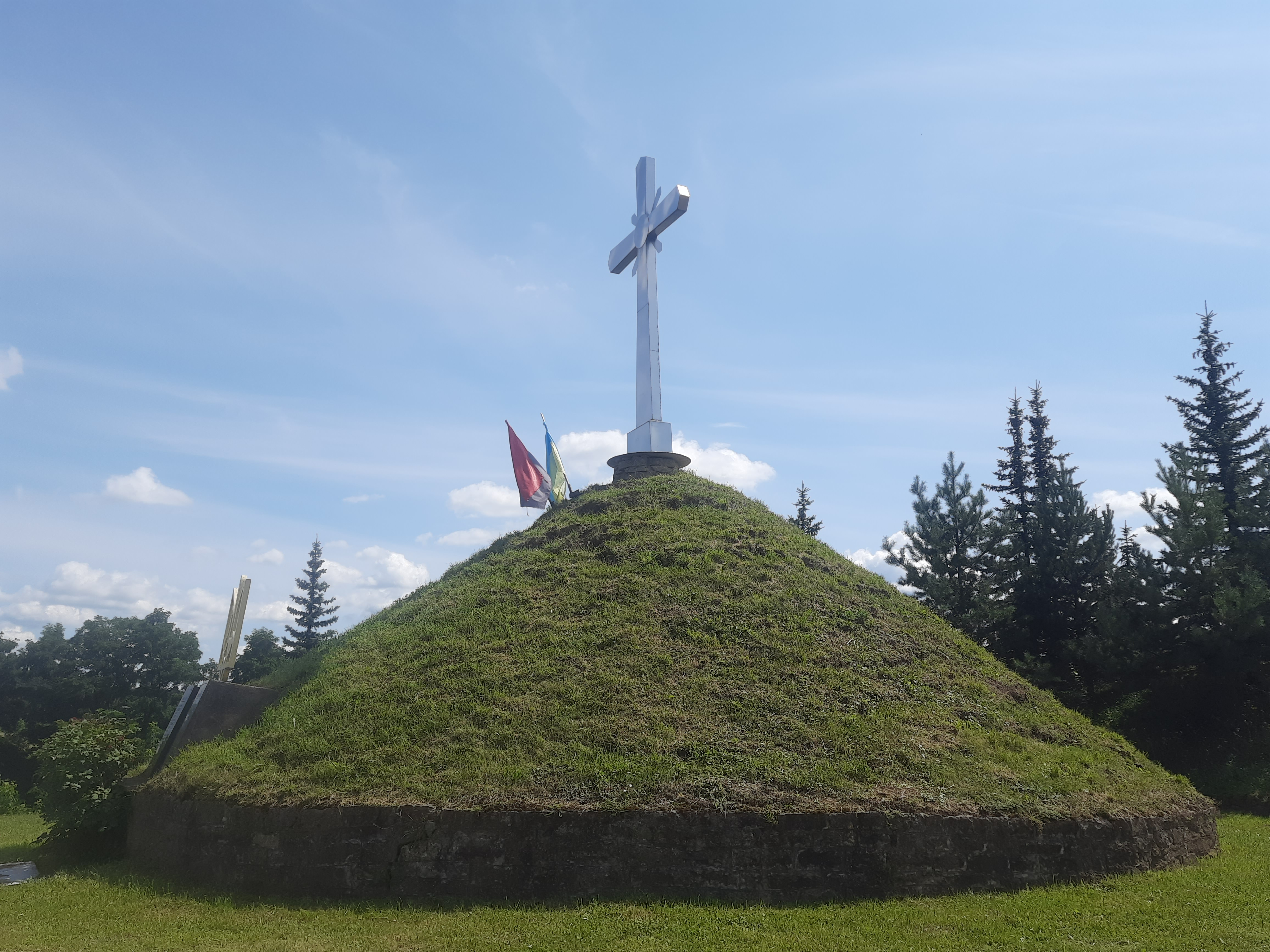
Символічна могила Борцям за волю України
Виляд на село
Вигляд на село, зліва — символічна могила Борцям за волю України
Вигляд на Миролюбівське джерело
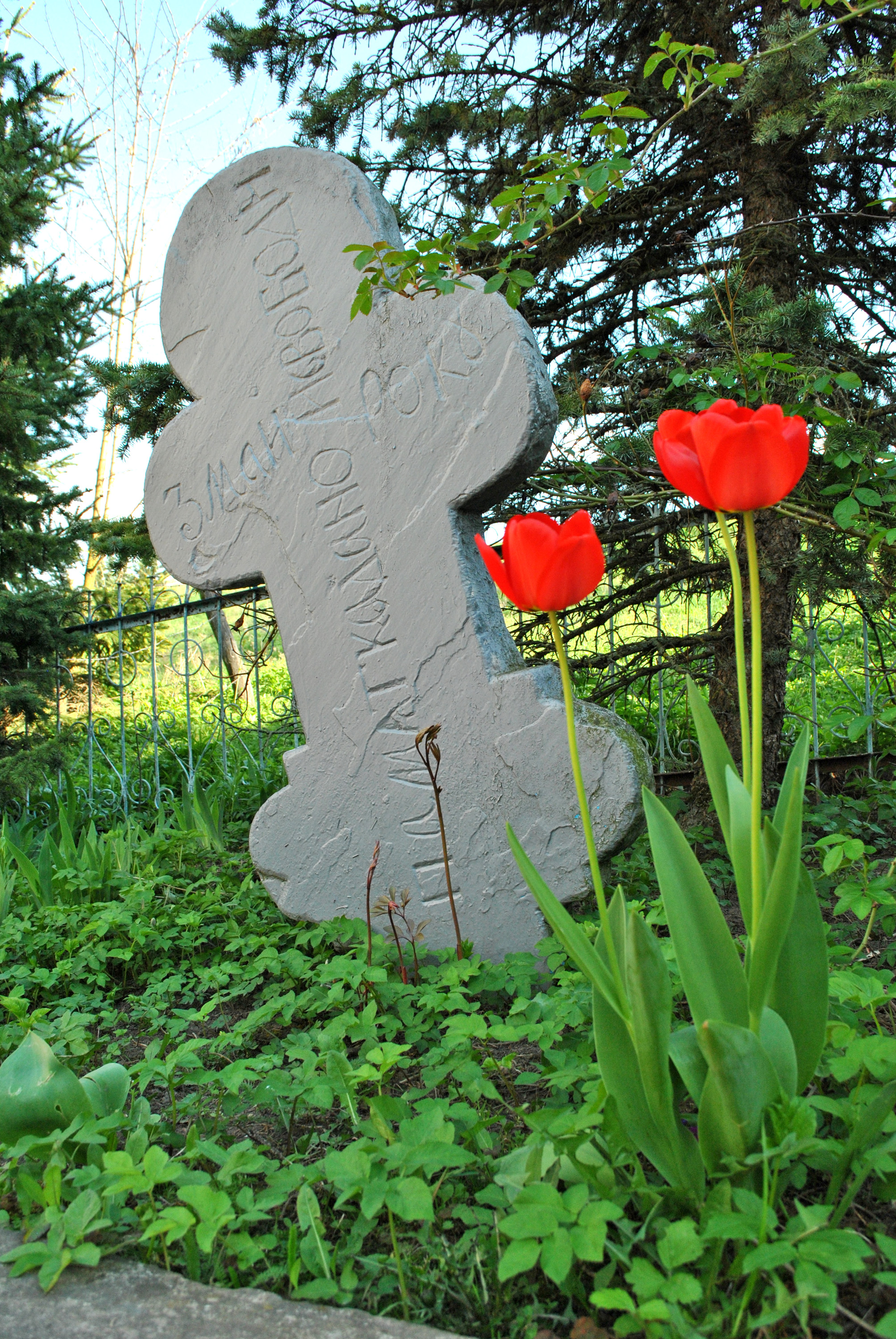
Пам'ятний знак (хрест) на честь скасування панщини на подвір'ї церкви святого Димитрія
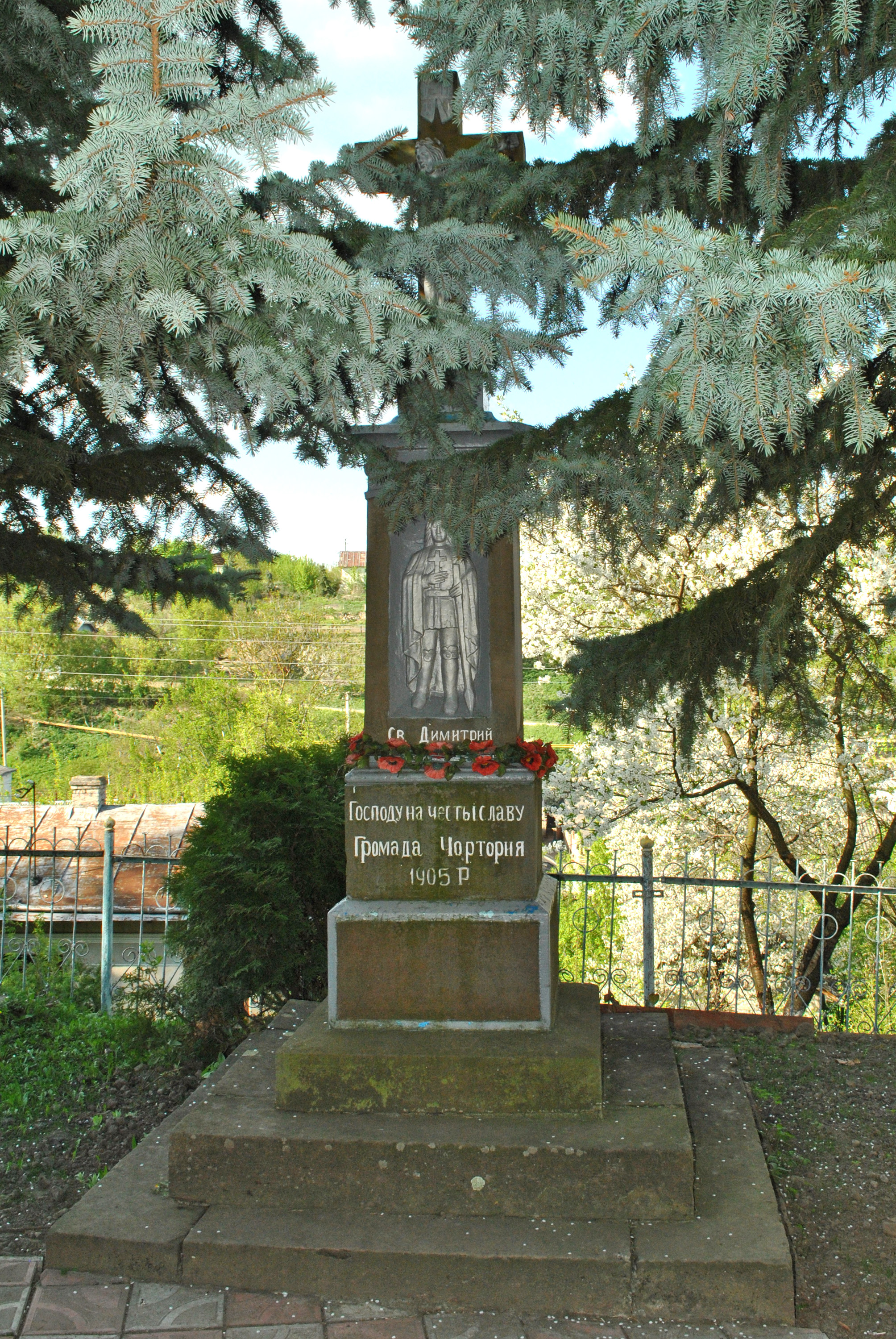
Пам'ятний знак (хрест) на честь святого Димитрія